# 萨林河 (堪萨斯州)
萨林河（英語：Saline River）是斯莫基希尔河的一条支流，位于美国堪薩斯州西北部。